# Medalla Pierre de Coubertin
La medalla Pierre de Coubertin (també coneguda com a Medalla De Coubertin o Medalla a l'autèntic esperit esportiu) és una medalla olímpica especial atorgada pel Comitè Olímpic Internacional (COI) a aquells atletes que demostren el seu veritable caràcter esportiu durant els Jocs Olímpics.
La medalla rep aquest nom en honor de Pierre de Coubertin, reinstaurador dels Jocs Olímpics de l'era moderna i fundador del COI. Aquesta medalla es considera un gran honor per part del Comitè Olímpic Internacional.

## Guardonats
| Atleta                | País           | Celebració                         | Data                                      | Lloc                          |
| --------------------- | -------------- | ---------------------------------- | ----------------------------------------- | ----------------------------- |
| Luz Long              | Alemanya nazi  | Jocs Olímpics d'Estiu de 1936      | concessió pòstuma                         | Berlín (Alemanya)             |
| Emil Zátopek          | Txecoslovàquia | Jocs Olímpics d'Estiu de 1952      | 6 de desembre de 2000 (concessió pòstuma) | Hèlsinki (Finlàndia)          |
| Eugenio Monti         | Itàlia         | Jocs Olímpics d'Estiu de 1964      | 1964                                      | Innsbruck (Àustria)           |
| Karl Heinz Klee       | Àustria        | Jocs Olímpics d'Hivern de 1976     | febrer de 1977                            | Innsbruck (Àustria)           |
| Franz Jonas           | Àustria        | -                                  | juliol de 1969                            | -                             |
| Lawrence Lemieux      | Canadà         | Jocs Olímpics d'Estiu de 1988      | setembre de 1988                          | Seül (Corea del Sud)          |
| Raymond Gafner        | Suïssa         | -                                  | 1999                                      | -                             |
| Tana Umaga            | Nova Zelanda   | 2003 Rugby Test Match              | juny de 2003                              | Cardiff (Gal·les)             |
| Spencer Eccles        | Estats Units   | Jocs Olímpics d'Hivern de 2002     | febrer de 2002                            | Salt Lake City (Estats Units) |
| Vanderlei de Lima     | Brasil         | Jocs Olímpics d'Estiu de 2004      | 29 d'agost de 2004                        | Atenes (Grècia)               |
| Petar Cupać           | Croàcia        | Jocs Olímpics d'Estiu de 2008      | 18 de novembre de 2008                    | Budapest (Hongria)            |
| Pavle Kostov          | Croàcia        | Jocs Olímpics d'Estiu de 2008      | 18 de novembre de 2008                    | Budapest (Hongria)            |
| Ivan Bulaja           | Croàcia        | Jocs Olímpics d'Estiu de 2008      | 18 de novembre de 2008                    | Budapest (Hongria)            |
| Ron Harvey            | Austràlia      | -                                  | abril de 2009                             | -                             |
| Elena Novikova-Belova | Belarús        | XI Congrés Científic Internacional | 17 de maig de 2007                        | Minsk (Belarús)               |

## Mèrits
- Luz Long va aconsellar al seu rival Jesse Owens en les semifinals del salt de longitud, evitant que aquest fes un tercer salt nul i quedés eliminat. Cal destacar que el nord-americà Owens era afroamericà, i aquells Jocs se celebraven en l'Alemanya nazi, país de Long.
- Emil Zátopek va rebre la medalla en reconeixement de la seva carrera esportiva.
- Després d'assabentar-se que als seus rivals britànics se'ls havia trencat un cargol en el seu trineu de bobsleigh, Eugenio Monti els va deixar un de seu. Mentre els anglesos van guanyar la medalla d'or, l'italià va haver d'acontentar-se amb la de bronze.
- A pesar de tenir possibilitats de guanyar medalla, Lawrence Lemieux va preferir parar-se i ajudar els seus rivals de Singapur que havien caigut al mar durant una tempesta en la competició de vela.
- Raymond Gafner va rebre la medalla en reconeixement del seu treball al Comitè Olímpic Internacional (COI). Ell fou el fundador del Museu Olímpic de Lausana.
- Durant un partit de rugbi contra la selecció de Gal·les, Tana Umaga es va detenir a prestar primers auxilis al rival Colin Charvis, que s'ofegava després de rebre un cop d'un neozelandés.
- Spencer Eccles va rebre la medalla en reconeixement pel seu treball a favor dels Jocs Olímpics de Salt Lake City de l'any 2002.
- Durant la prova de marató, a menys de 7 km per al final i quan anava en primera posició, Vanderlei de Lima va ser assaltat per l'exsacerdot irlandès Cornelius Horan. Després de la interrupció, només va poder acabar tercer. Lluny de mostrar empipament, Lima va demostrar una gran esportivitat